# Villa Castiglia
Villa Castiglia, nota anche come La Castiglia, è uno storico edificio della città piemontese di Ivrea in Italia.

## Storia
Il sito dove oggi sorge la villa era precedentemente occupato da una forte, eretto nel 1544 appena fuori dalla cerchia muraria dallo spagnolo Cristoforo Morales, governatore della città. Questi, infatti, voleva difendere la città da eventuali altri attacchi dei francesi dopo il respingimento del primo assedio alla città del 1544 guidato da Guido Guiffrey, luogotenente del re di Francia. La volgata vuole che il Morales impose il nome di "Castiglia" alla fortezza in omaggio alla sua patria d'origine.
Il forte venne distrutto nel febbraio del 1801 da parte dai francesi di Napoleone Bonaparte in seguito al loro ingresso in città, avvenuto il 22 maggio del 1800. In seguito, le suore di Carità dell'Immacolata Concezione di Ivrea vi edificarono il loro convento e una scuola paritaria, attiva sino alla fine del XX secolo, che mantenne il nome della precedente fortezza. Successivamente alla chiusura della scuola la struttura è caduta in stato d'abbandono. La proprietà è stata messa sul mercato nel 2017.

## Descrizione
La villa presenta uno stile eclettico di ispirazione neogotica; spiccano dettagli quali la merlatura ghibellina, la piccola torretta sommitale e le finestre ad arco del secondo piano e le bifore con arco a sesto acuto del secondo. Il corpo di fabbrica dell'edificio è costituito da tre ali principali: una di queste è rappresentata da una cappella, mentre le restanti due erano un tempo occupate dalla vecchia residenza delle suore l'una e dalle aule della vecchia scuola l'altra.
L'immobile sorge sulla cima di un colle a brevissima distanza dal centro cittadino di Ivrea, ed è immerso in un vasto parco di alberi secolari nel quale si trova, inoltre, la vecchia casa del fattore della tenuta.